# Vivian Balakrishnan
Vivian Balakrishnan, né le 25 janvier 1961 à Singapour, est un médecin ophtalmologue et homme politique singapourien.

## Biographie

### Études
Fils d'un père tamoul et d'une mère chinoise, il fréquente une école anglo-chinoise, puis le National Junior College. À sa sortie du collège en 1980, il reçoit une bourse d'excellence qui lui permet de suivre des études de médecine à l'université nationale de Singapour. Il se spécialise en ophtalmologie et devient membre du Royal College of Surgeons à Édimbourg (1991).

### Carrière médicale
Il travaille à l'Hôpital des yeux Moorsfield, à Londres, de 1993 à 1995. De retour à Singapour, il est nommé ophtalmologue consultant au Centre national des yeux et à l'Hôpital universitaire national. Il est aussi professeur associé d'ophtalmologie à l'université nationale de Singapour à partir de 1998. L'année suivante, il est nommé directeur médical du Centre national des yeux, puis président-directeur général de l'Hôpital général de Singapour en 2000.

### Carrière politique
Balakrishnan commence sa carrière politique en se faisant élire député, lors des élections de 2001, sur la liste du Parti d'action populaire dans la circonscription de Holland-Bukit Panjang. Secrétaire d'État au ministère du Développement national (2002), puis au ministère du Commerce et de l'Industrie (2004), il est nommé ministre du Développement communautaire, de la Jeunesse et des Sports en 2004 et entre au Cabinet en 2005.
Réélu aux élections de 2006 puis de 2011, il est nommé ministre de l'Environnement et des Ressources aquatiques en 2011. Après les élections de 2015, il devient ministre des Affaires étrangères le 1er octobre 2015.